# Cal Borrut (el Vendrell)
Cal Borrut és un edifici al nucli de Sant Vicenç de Calders (Baix Penedès) catalogat a l'Inventari del Patrimoni Arquitectònic de Catalunya.